# Gevlekte scheerling
De gevlekte scheerling (Conium maculatum) is een zeer giftige plant uit de schermbloemenfamilie (Umbelliferae of Apiaceae). De plant lijkt op echte kervel. Alle delen ervan zijn giftig. Bij kneuzing geeft de plant een "muisachtige" geur. De soort komt voor in Europa, West-Azië en in het noordwesten, oosten en zuiden van Afrika. Van daaruit is de soort verder verspreid naar Noord-Amerika. In Nederland komt hij voor langs dijken, wegen en weilanden, en was altijd vrij zeldzaam, maar meer recent komt hij massaal voor langs veel snelwegen, vooral in de middenbermen. De soort staat op de Nederlandse Rode Lijst van planten als vrij zeldzaam en stabiel of toegenomen. Het aantal chromosomen is 2n = 22.

## Kenmerken
De plant wordt 60–250 cm hoog.
De bloemen zijn wit, en hebben een doorsnede van circa 2 mm. Er zijn vijf kroonblaadjes met een gekrulde top. De bloemen vormen een samengesteld scherm met een doorsnede van 2–5 cm. Elk scherm heeft tien tot twintig schermstralen en omwindseltjes met drie tot vijf blaadjes die alle naar één kant gekeerd zijn. De plant bloeit van juni tot de herfst.
De overwegend bruinrood gevlekte, fijn gegroefde, holle stengels zijn kaal. De verspreid staande bladeren zijn twee- of drievoudig geveerd en kunnen 30 cm lang worden.
De gevlekte scheerling heeft een eivormige tot ronde vrucht met vijf ribben, maar zonder oliestriemen. Het is een 2,5 mm lange en 1,75 mm brede, tweedelige splitvrucht.

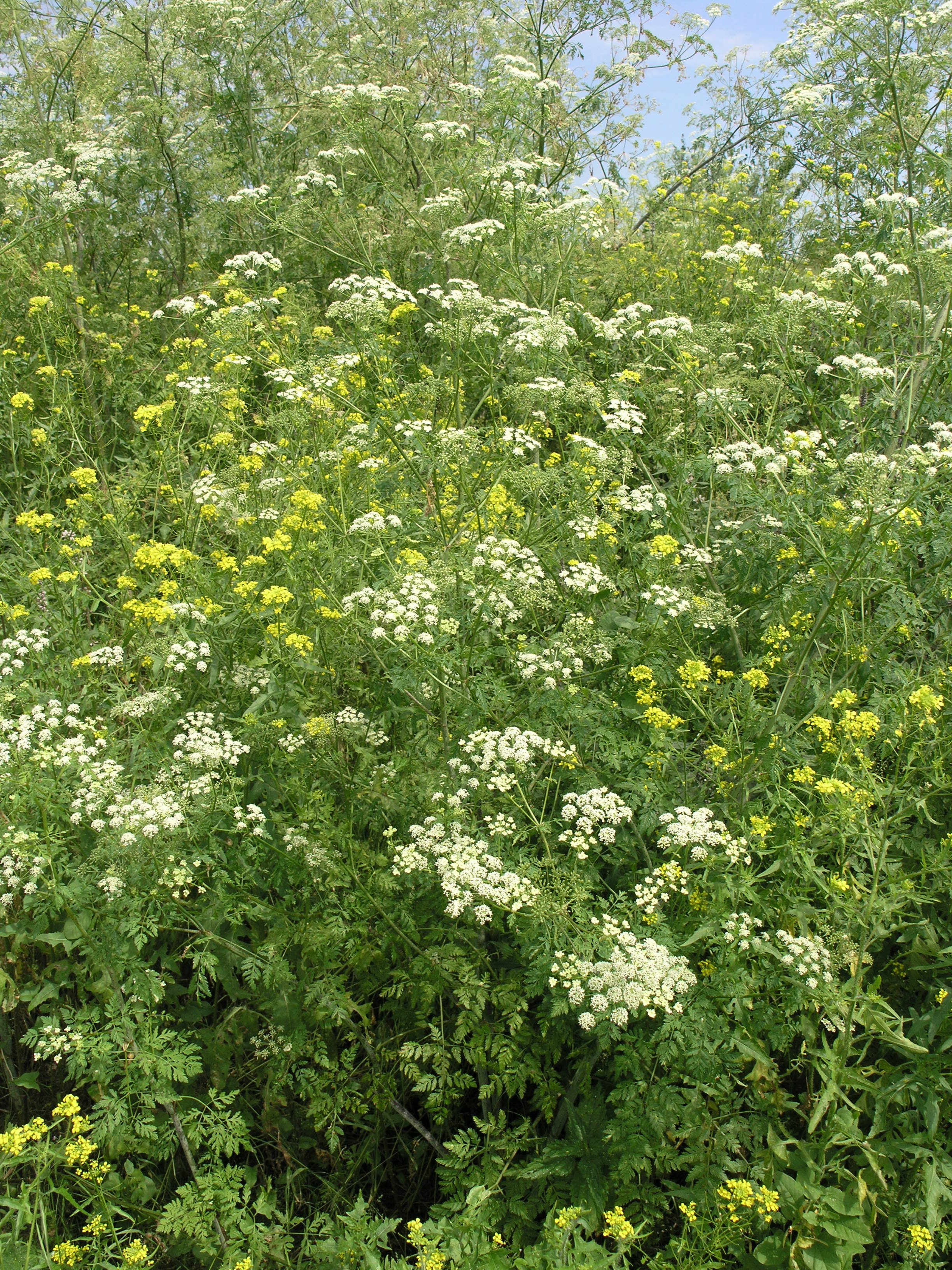
Plant
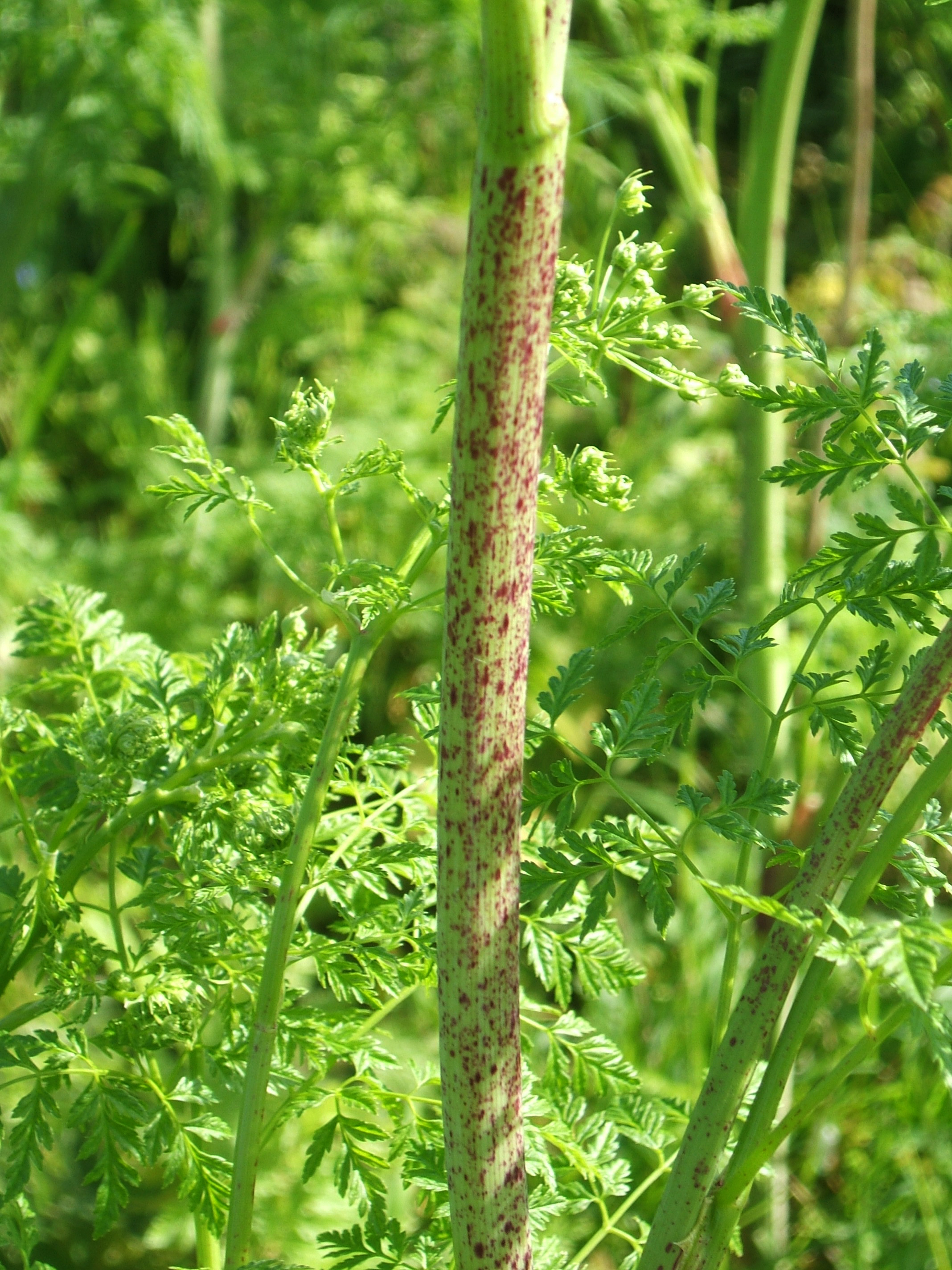
Stengel
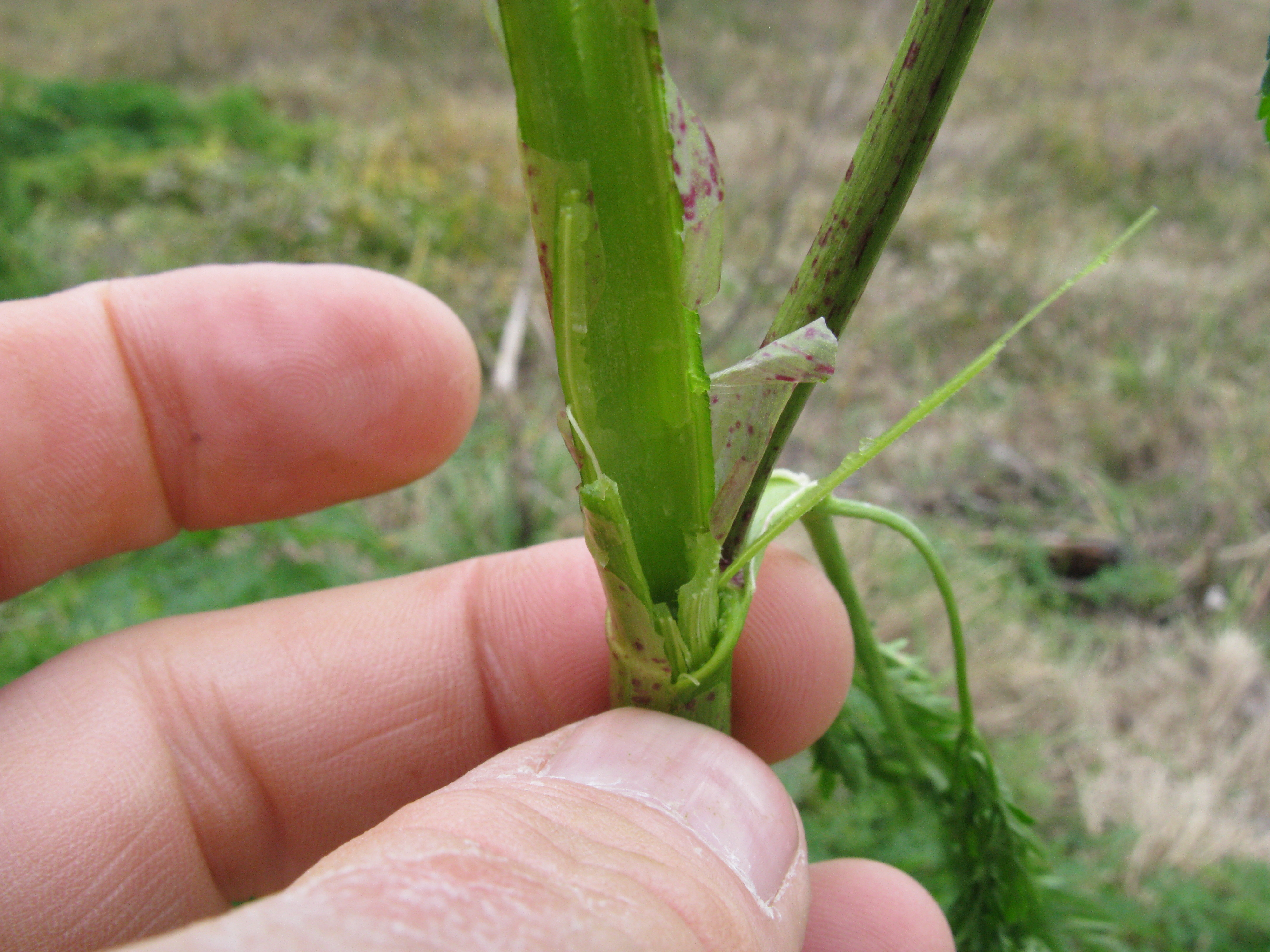
Holle stengel
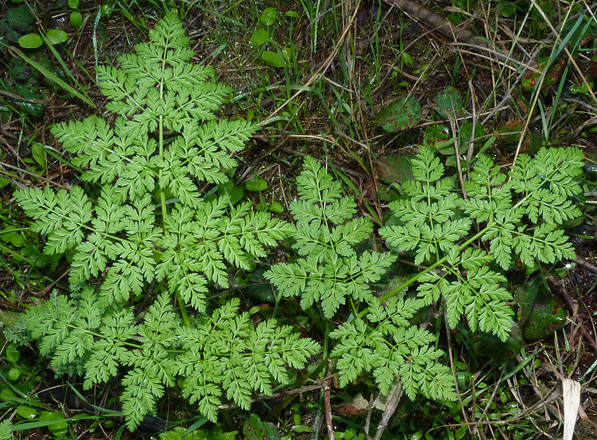
Bladeren
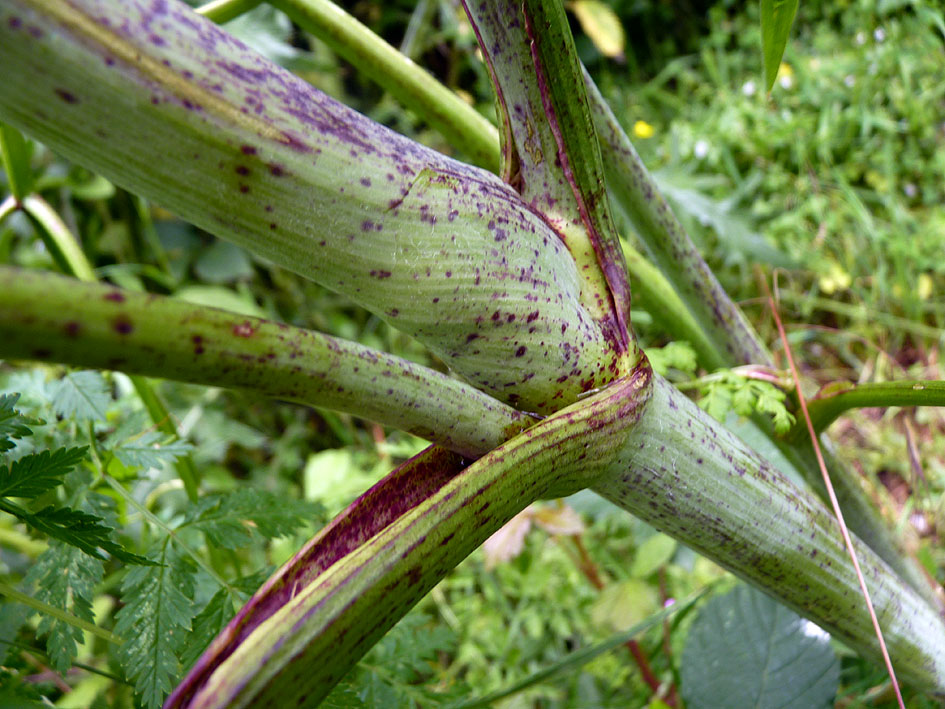
Bladschede
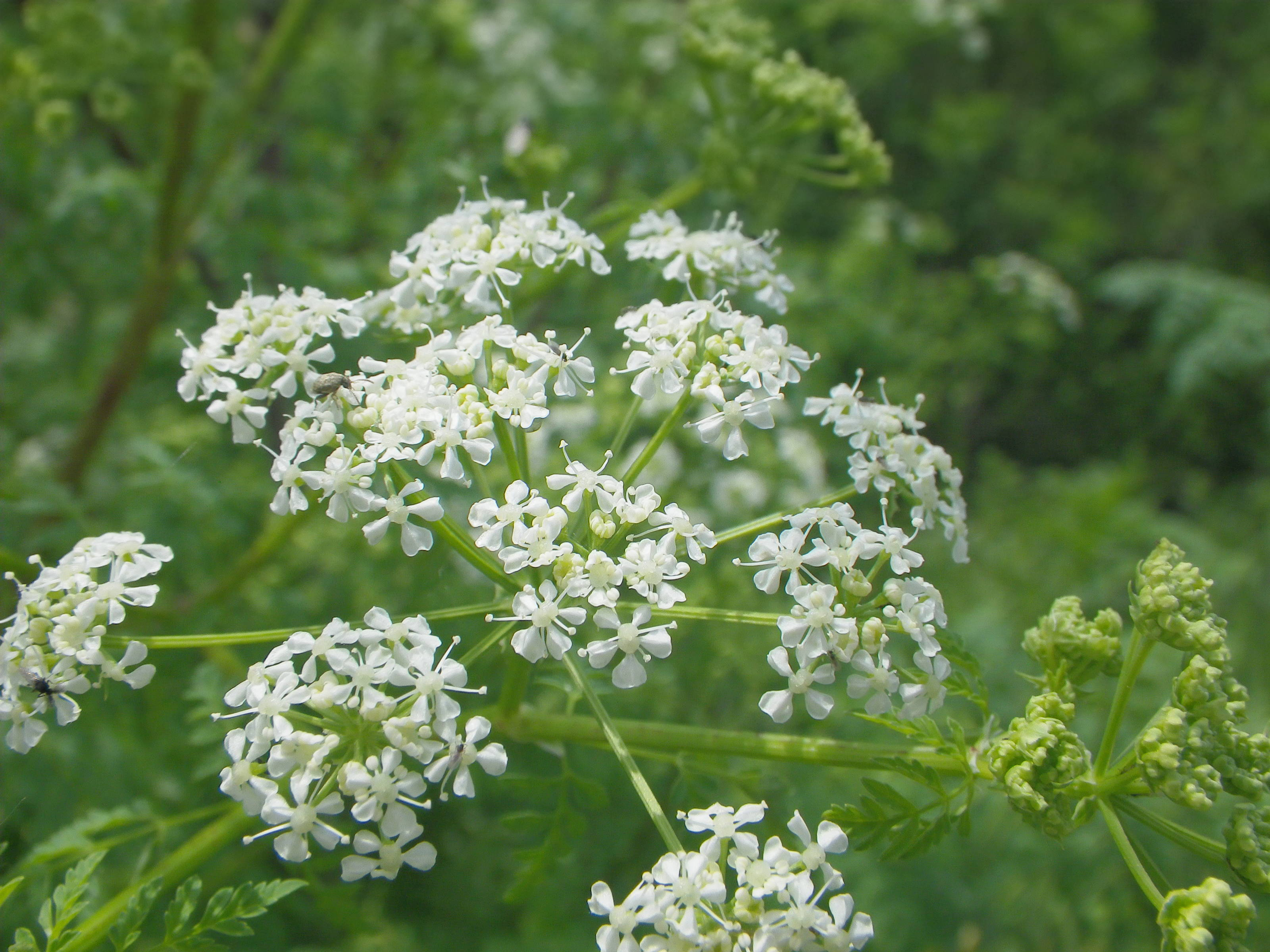
Bloeiwijze
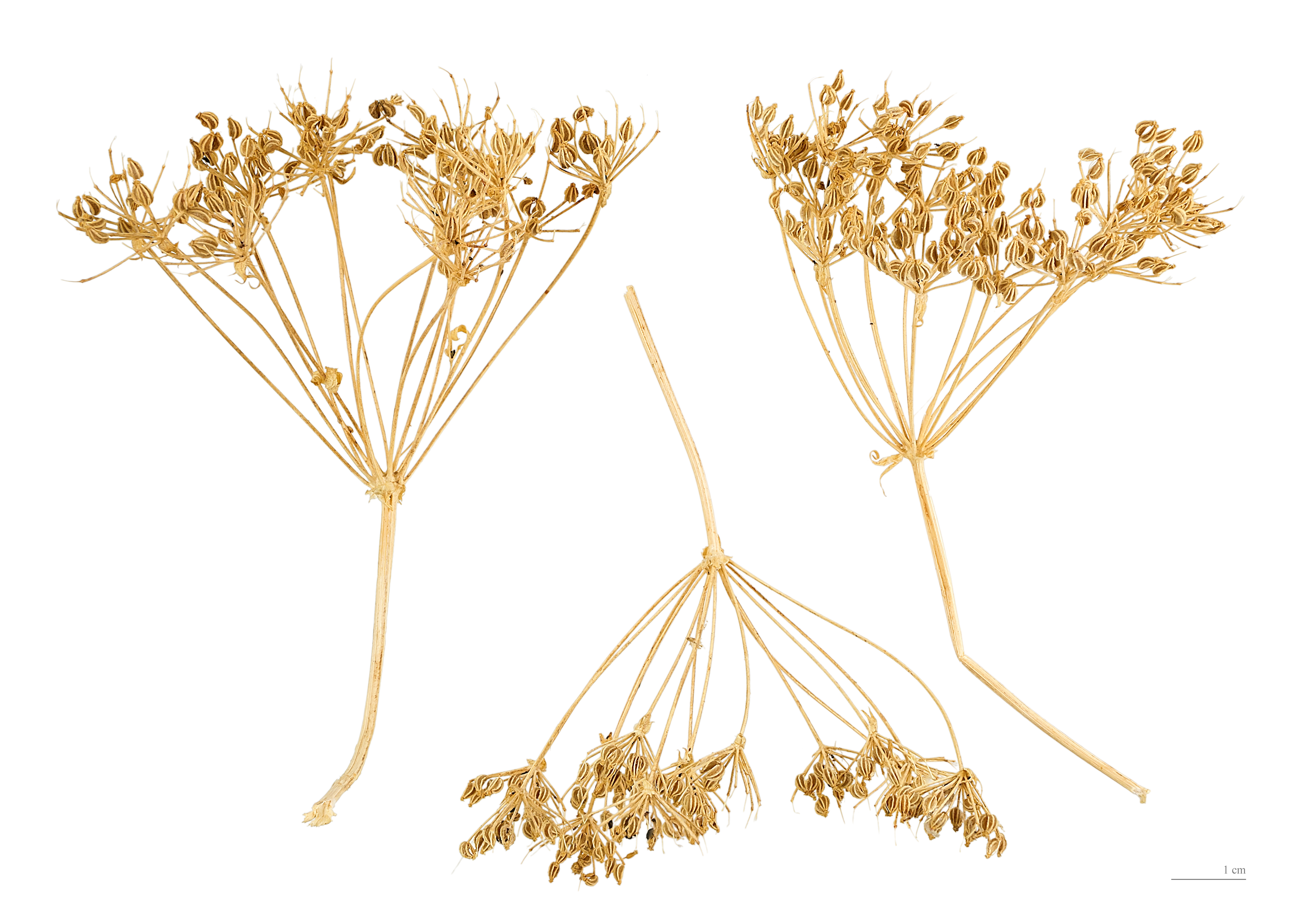
Carpoforen (vruchtdragers)
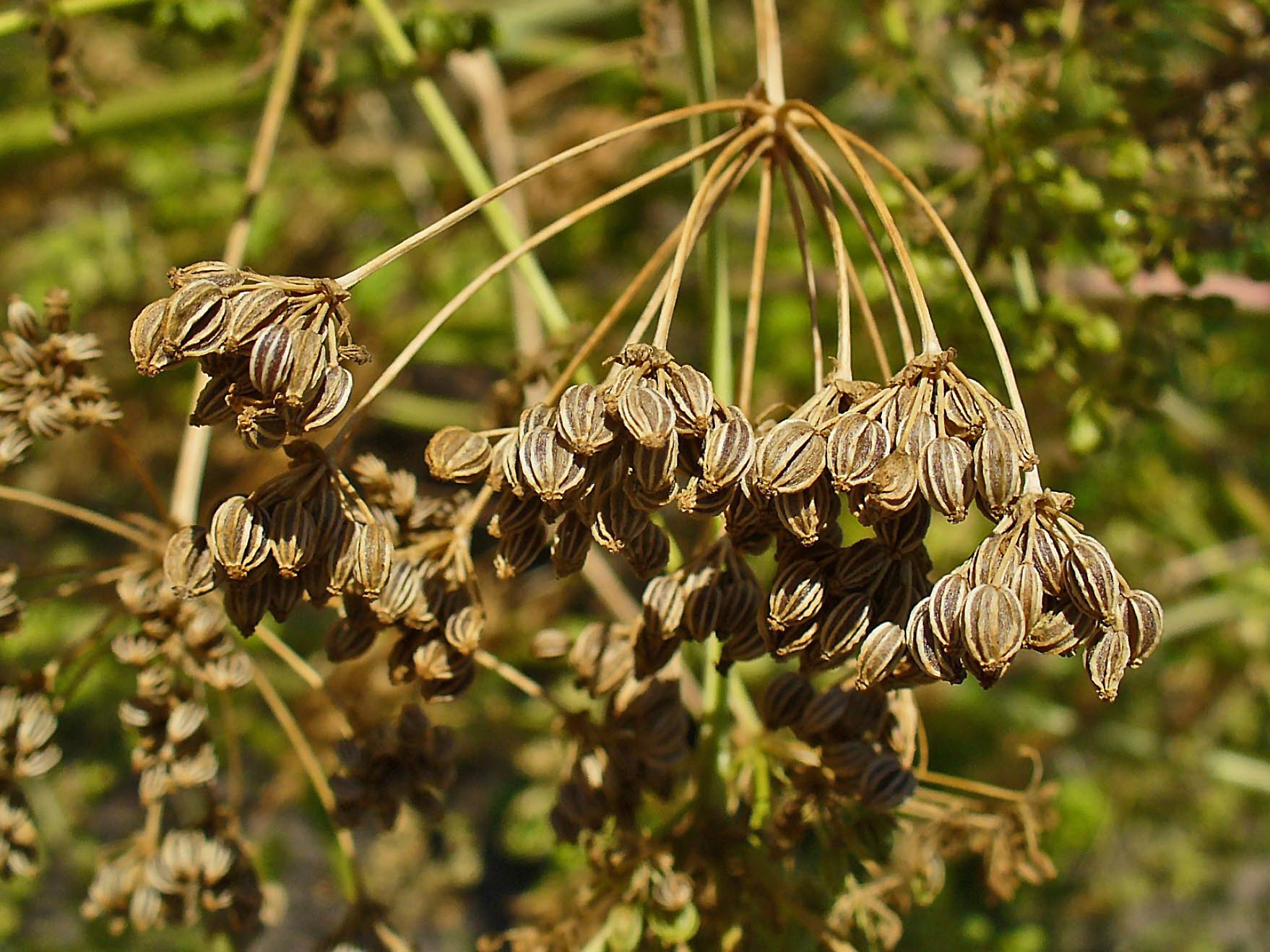
Vruchten

## Ecologie en verspreiding
Gevlekte scheerling staat op zonnige en warme, meestal min of meer vochtige, omgewerkte, voedselrijke, uitgesproken stikstof- en basenrijke, vaak kalkhoudende, losse en humeuze zand-, klei- en mergelbodems. De plant staat ook op stenige plaatsen en verdraagt brakke omstandigheden. Gevlekte scheerling groeit in heggen en struwelen, in ruigten en bermen, op rivier- en zeedijken, op braakliggende grond en ruderale plaatsen, op begraafplaatsen, bij woningen en in moestuinen; verder ook in de zeeduinen, op rivieroevers en in aanspoelselgordels, op basaltglooiingen, langs spoorbermen en in terreininsnijdingen, langs greppels en op akkers.
Nederland valt geheel binnen het Europese deel van het verspreidingsgebied. De soort is vrij algemeen in Zuid-Limburg, de duinen en het rivierengebied, zeldzaam in de Kempen en in het oosten, elders zeer zeldzaam.
De gevlekte scheerling is een waardplant voor de blauwvlekkaartmot. De rupsen kunnen de plant geheel kaalvreten.

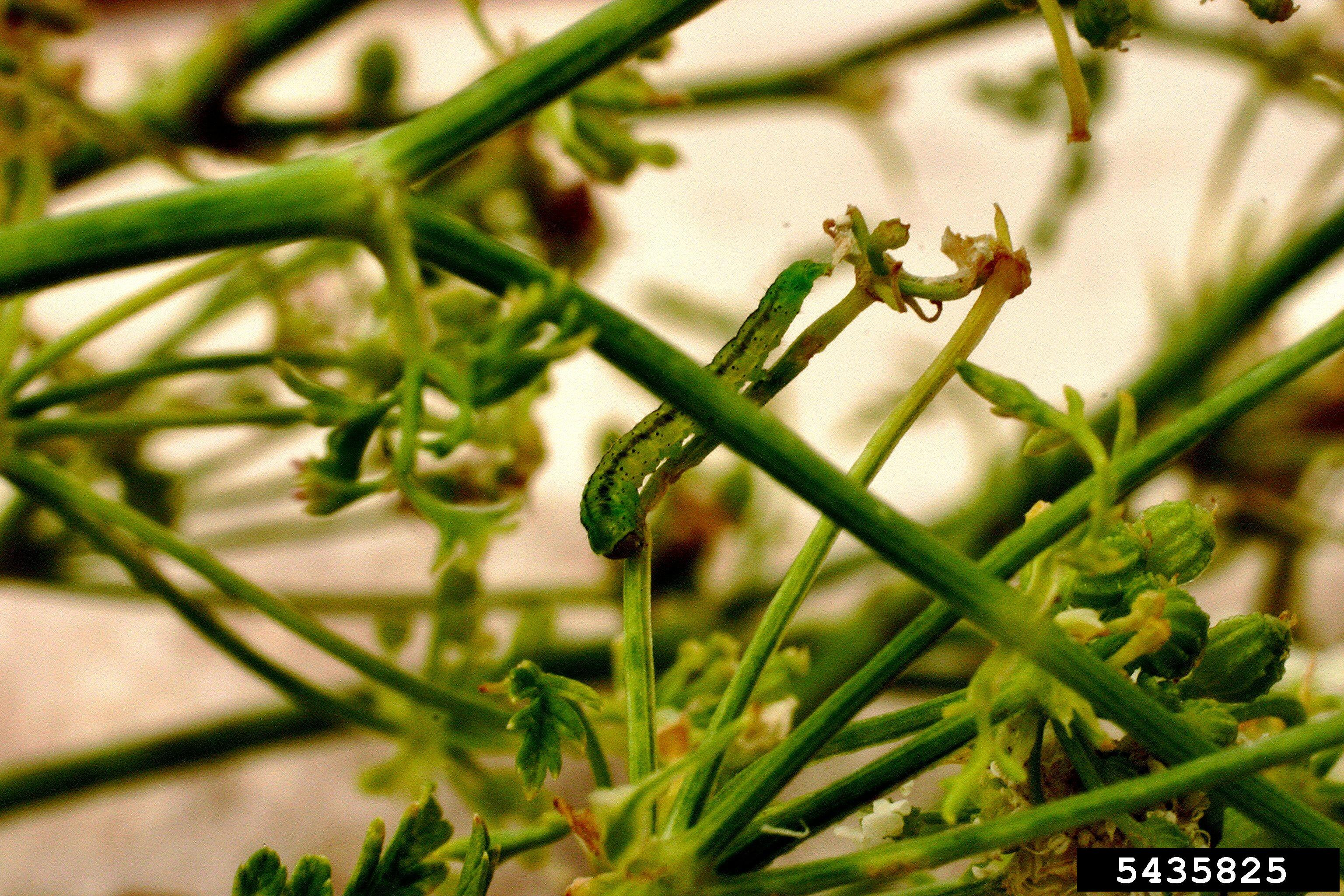
Blauwvlekkaartmotrups op de gevlekte scheerling

## Giftigheid
De plant bevat het zenuwgif coniine, dat in kleine hoeveelheden al de dood tot gevolg heeft. Het sap van de zeer giftige plant werd door de oude Grieken gebruikt om bij misdadigers door middel van de gifbeker een doodvonnis te voltrekken. Men meent dat Socrates met het gif van de gevlekte scheerling is gedood.
Medisch werd gevlekte scheerling vroeger gebruikt bij de behandeling van kanker.